# Squadra ungherese di Coppa Davis
La squadra ungherese di Coppa Davis rappresenta l'Ungheria nella Coppa Davis, ed è posta sotto l'egida della Magyar Tenisz Szovetseg.
La squadra partecipò per la prima volta nel 1924, ed è stata parte del Gruppo Mondiale in tre occasioni, l'ultima delle quali nell'edizione del 2018.

## Organico 2024
Vengono di seguito illustrati i convocati per ogni singolo turno della Coppa Davis 2024. A sinistra dei nomi la nazione affrontata e il risultato finale. Fra parentesi accanto ai nomi, il ranking del giocatore nel momento della disputa degli incontri (la "d" indica che il ranking corrisponde alla specialità del doppio).
| Qualificazioni Gruppo Mondiale | Qualificazioni Gruppo Mondiale                                                                       |
| Germania (2-3)                 | Fábián Marozsán (57) Márton Fucsovics (82) Zsombor Piros (129) Máté Valkusz (213) Matyas Fuele (931) |
| ------------------------------ | --- |

| Gruppo Mondiale I - Turno principale | Gruppo Mondiale I - Turno principale                                            |
| Egitto (3-2)                         | Zsombor Piros (222) Máté Valkusz (403) Peter Fajta (604) Gergely Madarász (793) |
| ------------------------------------ | ------------------------------------------------------------------------------- |

## Risultati
= Incontro del Gruppo Mondiale

### 2010-2019
| Anno | Turno                          | Data            | Sede              | Avversario           | Punteggio | Esito     |
| ---- | ------------------------------ | --------------- | ----------------- | -------------------- | --------- | --------- |
| 2010 | Gruppo II, 1º turno            | 5-7 marzo       | Tallinn (EST)     | Estonia              | 1–4       | Sconfitta |
| 2010 | Gruppo II, Playoff             | 9-11 luglio     | Gödöllő (HUN)     | Macedonia del Nord   | 4–1       | Vittoria  |
| 2011 | Gruppo II, 1º turno            | 4-6 marzo       | Nicosia (CYP)     | Cipro                | 5–0       | Vittoria  |
| 2011 | Gruppo II, 2º turno            | 8-10 luglio     | Gödöllő (HUN)     | Bielorussia          | 3–2       | Vittoria  |
| 2011 | Gruppo II, 3º turno            | 16-18 settembre | Glasgow (GBR)     | Gran Bretagna        | 0–5       | Sconfitta |
| 2012 | Gruppo II, 1º turno            | 10-12 febbraio  | Seghedino (HUN)   | Irlanda              | 3–2       | Vittoria  |
| 2012 | Gruppo II, 2º turno            | 6-8 aprile      | Nyíregyháza (HUN) | Lettonia             | 2–3       | Sconfitta |
| 2013 | Gruppo II, 1º turno            | 1-3 febbraio    | Chișinău (MDA)    | Moldavia             | 2–3       | Sconfitta |
| 2013 | Gruppo II, Playoff             | 5-7 aprile      | Budapest (HUN)    | Lussemburgo          | 1–4       | Sconfitta |
| 2014 | Gruppo III, Round Robin        | 7 maggio        | Seghedino (HUN)   | Armenia              | 3–0       | Vittoria  |
| 2014 | Gruppo III, Round Robin        | 8 maggio        | Seghedino (HUN)   | Liechtenstein        | 3–0       | Vittoria  |
| 2014 | Gruppo III, Playoff            | 10 maggio       | Seghedino (HUN)   | Georgia              | 2–0       | Vittoria  |
| 2015 | Gruppo II, 1º turno            | 6-8 marzo       | Győr (HUN)        | Moldavia             | 4–1       | Vittoria  |
| 2015 | Gruppo II, 2º turno            | 17-19 luglio    | Siófok (HUN)      | Bosnia ed Erzegovina | 3–2       | Vittoria  |
| 2015 | Gruppo II, Playoff             | 18-20 settembre | Sofia (BGR)       | Bulgaria             | 3-2       | Vittoria  |
| 2016 | Gruppo I, 1º turno             | 4-6 marzo       | Budapest (HUN)    | Israele              | 3–2       | Vittoria  |
| 2016 | Gruppo I, Playoff              | 15-17 luglio    | Budapest (HUN)    | Slovacchia           | 0–3       | Sconfitta |
| 2017 | Gruppo I, Playoff              | 3-5 febbraio    | Slovacchia (SVK)  | Slovacchia           | 3–1       | Vittoria  |
| 2017 | Spareggi Gruppo Mondiale       | 15-17 settembre | Budapest (HUN)    | Russia               | 3–1       | Sconfitta |
| 2018 | Gruppo Mondiale, 1º turno      | 2-4 febbraio    | Liegi (BEL)       | Belgio               | 2–3       | Sconfitta |
| 2018 | Spareggi Gruppo Mondiale       | 14-16 settembre | Budapest (HUN)    | Rep. Ceca            | 2–3       | Sconfitta |
| 2019 | Qualificazioni Gruppo Mondiale | 1-2 febbraio    | Francoforte (DEU) | Germania             | 0–5       | Sconfitta |
| 2019 | Gruppo I, Playoff              | 14-15 settembre | Budapest (HUN)    | Ucraina              | 3–2       | Vittoria  |

### 2020-2029
| Anno | Turno                               | Data            | Sede            | Avversario | Punteggio | Esito     |
| ---- | ----------------------------------- | --------------- | --------------- | ---------- | --------- | --------- |
| 2021 | Qualificazioni Gruppo Mondiale      | 6-7 marzo       | Debrecen (HUN)  | Belgio     | 3–2       | Vittoria  |
| 2021 | Gruppo Mondiale, Round Robin        | 27 novembre     | Madrid (ESP)    | Australia  | 1–2       | Sconfitta |
| 2021 | Gruppo Mondiale, Round Robin        | 28 novembre     | Madrid (ESP)    | Croazia    | 1–2       | Sconfitta |
| 2022 | Qualificazioni Gruppo Mondiale      | 4-5 marzo       | Sydney (AUS)    | Australia  | 2–3       | Sconfitta |
| 2022 | Gruppo Mondiale I, Turno principale | 15-16 settembre | Vilnius (LTU)   | Ucraina    | 3–1       | Vittoria  |
| 2023 | Qualificazioni Gruppo Mondiale      | 3-4 febbraio    | Tatabánya (HUN) | Francia    | 2–3       | Sconfitta |
| 2023 | Gruppo Mondiale I, Turno principale | 15-16 settembre | Keszthely (HUN) | Turchia    | 4–0       | Vittoria  |
| 2024 | Qualificazioni Gruppo Mondiale      | 2-3 febbraio    | Tatabánya (HUN) | Germania   | 2–3       | Sconfitta |
| 2024 | Gruppo Mondiale I, Turno principale | 13-14 settembre | Il Cairo (EGY)  | Egitto     | 3–2       | Vittoria  |

## Statistiche giocatori
Di seguito la classifica dei tennisti belgi con almeno una partecipazione in Coppa Davis, ordinati in base al numero di vittorie. In caso di parità si tiene conto del maggior numero di incontri disputati; in caso di ulteriore parità viene dato più valore agli incontri in singolare; come quarto e ultimo criterio viene considerata la data d'esordio. In grassetto quelli tuttora in attività.

Aggiornato al turno di qualificazione alla fase finale Coppa Davis 2025 (Canada-Ungheria 2-3).
| #  | Tennista           | Singolare | Doppio | Totale |
| -- | ------------------ | --------- | ------ | ------ |
| 1  | Balázs Taróczy     | 50–12     | 26–7   | 76–19  |
| 2  | Márton Fucsovics   | 27–13     | 8–7    | 35–20  |
| 3  | István Gulyás      | 27–17     | 7–10   | 34–27  |
| 4  | Kornél Bardóczky   | 17–13     | 12–7   | 29–20  |
| 5  | Péter Szőke        | 9–15      | 17–6   | 26–21  |
| 6  | Béla von Kehrling  | 22–9      | 3–12   | 25–21  |
| 7  | József Asbóth      | 18–12     | 6–5    | 24–17  |
| 8  | Gergely Kisgyörgy  | 16–8      | 7–6    | 23–14  |
| 9  | András Ádám-Stolpa | 15–14     | 5–5    | 20–19  |
| 10 | Attila Sávolt      | 12–11     | 8–4    | 20–15  |
| 11 | Attila Balázs      | 12–10     | 7–3    | 19–13  |
| 12 | Sándor Noszály     | 15–16     | 0–4    | 15–20  |
| 13 | Szabolcs Baranyi   | 12–8      | 3–3    | 15–11  |
| 14 | Sebő Kiss          | 9–10      | 6–0    | 15–10  |
| 15 | Róbert Machán      | 5–10      | 9–6    | 14–16  |
| 16 | András Szikszay    | 5–6       | 7–8    | 12–14  |
| 17 | András Lányi       | 6–10      | 6–3    | 12–13  |
| 18 | László Markovits   | 1–7       | 9–8    | 10–15  |
| 19 | Gábor Köves        | 0–0       | 10–6   | 10–6   |
| 20 | Zsombor Piros      | 10–4      | 0–1    | 10–5   |
| 21 | Emil Gábori        | 8–13      | 1–8    | 9–21   |
| 22 | József Krocskó     | 9–11      | 0–0    | 9–11   |
| 23 | Imre Takáts        | 7–17      | 0–1    | 7–18   |
| 24 | Ádám Kellner       | 6–7       | 1–0    | 7–7    |
| 25 | Fábián Marozsán    | 2–4       | 3–4    | 5–8    |
| 26 | Levente Gödry      | 0–0       | 5–4    | 5–4    |

| #  | Tennista         | Singolare | Doppio | Totale |
| -- | ---------------- | --------- | ------ | ------ |
| 27 | Sándor Kiss      | 1–5       | 3–3    | 4–8    |
| 28 | Zoltán Katona    | 4–5       | 0–1    | 4–6    |
| 29 | Péter Nagy       | 3–4       | 1–2    | 4–6    |
| 30 | Máté Valkusz     | 1–4       | 3–2    | 4–6    |
| 31 | György Balázs    | 3–2       | 1–0    | 4–2    |
| 32 | László Fonó      | 0–1       | 4–0    | 4–1    |
| 33 | Róbert Varga     | 0–0       | 4–0    | 4–0    |
| 34 | János Benyik     | 3–13      | 0–0    | 3–13   |
| 35 | Gergely Madarász | 3–0       | 0–1    | 3–1    |
| 36 | György Dallos    | 2–4       | 0–2    | 2–6    |
| 37 | Gábor Borsos     | 1–4       | 1–1    | 2–5    |
| 38 | Jenő Péteri      | 0–0       | 2–4    | 2–4    |
| 39 | Dénes Lukács     | 2–3       | 0–0    | 2–3    |
| 40 | Elek Straub      | 2–2       | 0–0    | 2–2    |
| 41 | Antal Jancsó     | 1–2       | 0–3    | 1–5    |
| 42 | Viktor Nagy      | 1–2       | 0–2    | 1–4    |
| 43 | Ferenc Zentai    | 1–3       | 0–0    | 1–3    |
| 44 | Viktor Filipenkó | 0–3       | 1–0    | 1–3    |
| 45 | Ferenc Komáromy  | 1–2       | 0–0    | 1–2    |
| 46 | Balázs Veress    | 1–1       | 0–1    | 1–2    |
| 47 | Zoltán Kuharszky | 1–1       | 0–0    | 1–1    |
| 48 | Norbert Mazány   | 1–1       | 0–0    | 1–1    |
| 49 | Zoltán Boróczky  | 0–1       | 1–0    | 1–1    |
| 50 | Kálmán Fehér     | 0–0       | 1–1    | 1–1    |

| #  | Tennista          | Singolare | Doppio | Totale |
| -- | ----------------- | --------- | ------ | ------ |
| 51 | Matyas Fule       | 1-0       | 0-0    | 1-0    |
| 52 | Ferenc Csépai     | 0–6       | 0–0    | 0–6    |
| 53 | Emil Ferenczy     | 0–0       | 0–3    | 0–3    |
| 54 | Imre Zichy        | 0–0       | 0–3    | 0–3    |
| 55 | Peter Fajta       | 0–0       | 0–3    | 0–3    |
| 56 | Attila Korpás     | 0–2       | 0–0    | 0–2    |
| 57 | Pál Aschner       | 0–0       | 0–2    | 0–2    |
| 58 | István Sikorszki  | 0–0       | 0–2    | 0–2    |
| 59 | Gábor Jaross      | 0–1       | 0–0    | 0–1    |
| 60 | Zsolt Tatár       | 0–1       | 0–0    | 0–1    |
| 61 | David Szintai     | 0–1       | 0–0    | 0–1    |
| 62 | Mihály Csikós     | 0–0       | 0–1    | 0–1    |
| 63 | Aurél Kelemen     | 0–0       | 0–1    | 0–1    |
| 64 | Kálmán Kirchmäyer | 0–0       | 0–1    | 0–1    |
| 65 | Dezső Vad         | 0–0       | 0–1    | 0–1    |

## Andamento
La seguente tabella riflette l'andamento della squadra dal 1990 ad oggi.
| Pos.           | 90 | 91 | 92 | 93 | 94 | 95 | 96 | 97 | 98 | 99 | 00 | 01 | 02 | 03 | 04 | 05 | 06 | 07 | 08 | 09 | 10 | 11 | 12 | 13 | 14 | 15 | 16 | 17 | 18 | 19 | 21 | 22 | 23 | 24 |
| -------------- | -- | -- | -- | -- | -- | -- | -- | -- | -- | -- | -- | -- | -- | -- | -- | -- | -- | -- | -- | -- | -- | -- | -- | -- | -- | -- | -- | -- | -- | -- | -- | -- | -- | -- |
| Campione       |    |    |    |    |    |    |    |    |    |    |    |    |    |    |    |    |    |    |    |    |    |    |    |    |    |    |    |    |    |    |    |    |    |    |
| Finalista      |    |    |    |    |    |    |    |    |    |    |    |    |    |    |    |    |    |    |    |    |    |    |    |    |    |    |    |    |    |    |    |    |    |    |
| SF             |    |    |    |    |    |    |    |    |    |    |    |    |    |    |    |    |    |    |    |    |    |    |    |    |    |    |    |    |    |    |    |    |    |    |
| QF             |    |    |    |    |    |    |    |    |    |    |    |    |    |    |    |    |    |    |    |    |    |    |    |    |    |    |    |    |    |    |    |    |    |    |
| OF             |    |    |    |    |    |    |    |    |    |    |    |    |    |    |    |    |    |    |    |    |    |    |    |    |    |    |    |    |    |    |    |    |    |    |
| Qualificazioni | x  | x  | x  | x  | x  | x  | x  | x  | x  | x  | x  | x  | x  | x  | x  | x  | x  | x  | x  | x  | x  | x  | x  | x  | x  | x  | x  | x  | x  |    |    |    |    |    |
| Gruppo I       |    |    |    |    |    |    |    |    |    |    |    |    |    |    |    |    |    |    |    |    |    |    |    |    |    |    |    |    |    |    |    |    |    |    |
| Gruppo II      |    |    |    |    |    |    |    |    |    |    |    |    |    |    |    |    |    |    |    |    |    |    |    |    |    |    |    |    |    |    |    |    |    |    |
| Gruppo III     | x  | x  |    |    |    |    |    |    |    |    |    |    |    |    |    |    |    |    |    |    |    |    |    |    |    |    |    |    |    |    |    |    |    |    |
| Gruppo IV      | x  | x  | x  | x  | x  | x  | x  |    |    |    |    |    |    | x  |    |    |    |    |    |    | x  | x  | x  | x  | x  | x  | x  | x  | x  | x  |    |    |    |    |

Legenda
- Campione: La squadra ha conquistato la Coppa Davis.
- Finalista: La squadra ha disputato e perso la finale.
- SF: La squadra è stata sconfitta in semifinale.
- QF: La squadra è stata sconfitta nei quarti di finale.
- OF: La squadra è stata sconfitta negli ottavi di finale (1º turno). Dal 2019 sostituito dal Round Robin.
- Qualificazioni: La squadra è stata sconfitta al turno di qualificazione. Istituito nel 2019.
- Gruppo I: La squadra ha partecipato al Gruppo I della propria zona di appartenenza.
- Gruppo II: La squadra ha partecipato al Gruppo II della propria zona di appartenenza.
- Gruppo III: La squadra ha partecipato al Gruppo III della propria zona di appartenenza.
- Gruppo IV: La squadra ha partecipato al Gruppo IV della propria zona di appartenenza.
- x: Ove presente, la x indica che in quel determinato anno, il Gruppo in questione non è esistito nella zona geografica di appartenenza della squadra.